# Amblyseius solani
Amblyseius solani är en spindeldjursart som beskrevs av Ramos och Juan Manuel Rodriguez 1997. Amblyseius solani ingår i släktet Amblyseius och familjen Phytoseiidae. Inga underarter finns listade i Catalogue of Life.